# Vladimir Astapovski
Vladimir Aleksandrovitch Astapovski (en russe : Владимир Александрович Астаповский) est un footballeur international soviétique né le 16 juillet 1946 à Briansk et mort le 12 avril 2012 à Moscou.
Évoluant au poste de gardien de but, il passe la majeure partie de sa carrière au CSKA Moscou, pour qui il joue de 1969 à 1980, y étant notamment élu footballeur ainsi que gardien de but soviétique de l'année en 1976. Il prend également part aux Jeux olympiques d'été de 1976 où il remporte la médaille de bronze avec la sélection soviétique.

## Biographie
Astapovski naît dans la ville de Briansk en juillet 1946. Il y effectue par la suite une partie de sa formation de footballeur en évoluant notamment pour les équipes de jeunes du Dinamo Briansk. Souhaitant devenir marin, il emménage au cours des années 1960 à Bakou afin d'étudier au sein du collège naval local, intégrant en parallèle l'équipe de football de l'école. Ses performances au sein de celle-ci lui valent d'intégrer le centre de formation du Neftianik Bakou ainsi que les équipes de jeunes de la RSS d'Azerbaïdjan en 1964.
Muté à Sébastopol en 1965, Astapovski rejoint dans la foulée le SKCF, qui est l'équipe de football de la flotte de Sébastopol, avec qui il fait ses débuts professionnels en deuxième division à l'âge de 21 ans lors de la saison 1968. Ses performances cette année-là lui valent d'être transféré à Moscou au sein du CSKA dès 1969. Occupant dans un premier temps le rôle de troisième gardien dans la hiérarchie derrière Iouri Pshenichnikov et Leonid Shmuts, il reste inutilisé lors de l'exercice 1969 mais dispute neuf rencontres de championnat lors de la saison 1970, qui voit son équipe remporter le championnat soviétique, bien qu'il n'obtient lui même pas de médaille car n'ayant pas joué suffisamment de matchs. Astapovski devient par la suite un titulaire plus régulier dans les cages du CSKA à partir de 1971 et cumule finalement 268 matchs joués pour le club entre 1970 et 1980.
Au cours de son passage à Moscou, il est repéré par la sélection soviétique et est appelé à partir de 1975 par Valeri Lobanovski, disputant sa première rencontre internationale le 29 novembre 1975 face à la Roumanie. Il est par la suite retenu pour disputer le tournoi de football des Jeux olympiques d'été de 1976 à Montréal, étant titularisé à chacune des rencontres de la compétition qui voit la délégation soviétique décrocher la médaille de bronze. Il est par ailleurs élu meilleur joueur d'Union soviétique la même année, devenant le deuxième gardien de but à remporter ce prix après Yevhen Rudakov en 1971. Il dispute par la suite deux matchs de qualification pour la Coupe du monde 1978, connaissant sa dernière sélection le 30 avril 1977 face à la Hongrie et cumulant en tout onze apparitions avec l'équipe nationale.
Après son départ du CSKA Moscou à la fin de la saison 1980, Astapovski effectue un passage de deux ans au deuxième échelon au SKA-Khabarovsk avant de mettre un terme à sa carrière en 1982, à l'âge de 36 ans. Il continue par la suite de servir au sein des forces armées, passant dans le Kamtchatka puis à Koubinka dans les environs de Moscou. Vers la fin des années 1980, il se reconvertit comme entraîneur et est envoyé au Mozambique dans le cadre d'un accord de coopération entre l'Union soviétique et ce même pays, prenant les rênes d'un club local à Nampula. Il ne reste cependant que six mois avant de retourner à Moscou où il devient chauffeur et agent de sécurité. Il redevient par la suite entraîneur au sein du centre de formation du CSKA Moscou puis du Spartak Moscou avant de prendre définitivement sa retraite. Il meurt à Moscou le 12 avril 2012, à l'âge de 65 ans.

## Statistiques
| Saison                | Club                  | Championnat           | Championnat | Championnat | Coupe(s) nationale(s) | Coupe(s) nationale(s) | Total | Total |
| Saison                | Club                  | Division              | M.          | B.          | M.                    | B.                    | M.    | B.    |
| 1968                  | SKCF Sébastopol       | D2                    | 37          | 0           | 3                     | 0                     | 40    | 0     |
| Sous-total            | Sous-total            | Sous-total            | 37          | 0           | 3                     | 0                     | 40    | 0     |
| 1969                  | CSKA Moscou           | D1                    | -           | -           | -                     | -                     | 0     | 0     |
| 1970                  | CSKA Moscou           | D1                    | 9           | 0           | 1                     | 0                     | 10    | 0     |
| 1971                  | CSKA Moscou           | D1                    | 20          | 0           | 4                     | 0                     | 24    | 0     |
| 1972                  | CSKA Moscou           | D1                    | 27          | 0           | 8                     | 0                     | 35    | 0     |
| 1973                  | CSKA Moscou           | D1                    | 24          | 0           | 5                     | 0                     | 29    | 0     |
| 1974                  | CSKA Moscou           | D1                    | 20          | 0           | 4                     | 0                     | 24    | 0     |
| 1975                  | CSKA Moscou           | D1                    | 30          | 0           | 4                     | 0                     | 34    | 0     |
| 1976                  | CSKA Moscou           | D1                    | 23          | 0           | 2                     | 0                     | 25    | 0     |
| 1977                  | CSKA Moscou           | D1                    | 30          | 0           | 2                     | 0                     | 32    | 0     |
| 1978                  | CSKA Moscou           | D1                    | 15          | 0           | 3                     | 0                     | 18    | 0     |
| 1979                  | CSKA Moscou           | D1                    | 23          | 0           | 5                     | 0                     | 28    | 0     |
| 1980                  | CSKA Moscou           | D1                    | 5           | 0           | 4                     | 0                     | 9     | 0     |
| Sous-total            | Sous-total            | Sous-total            | 226         | 0           | 42                    | 0                     | 268   | 0     |
| 1981                  | SKA-Khabarovsk        | D2                    | 19          | 0           | -                     | -                     | 19    | 0     |
| Total sur la carrière | Total sur la carrière | Total sur la carrière | 282         | 0           | 45                    | 0                     | 327   | 0     |

## Palmarès
Union soviétique
- Médaillé de bronze aux Jeux olympiques d'été de 1976.

Distinctions personnelles
- Footballeur soviétique de l'année en 1976.
- Gardien soviétique de l'année en 1976.